# Uroleucon stachydis
Uroleucon stachydis är en insektsart. Uroleucon stachydis ingår i släktet Uroleucon och familjen långrörsbladlöss. Inga underarter finns listade i Catalogue of Life.